# Oelzweig-Haus

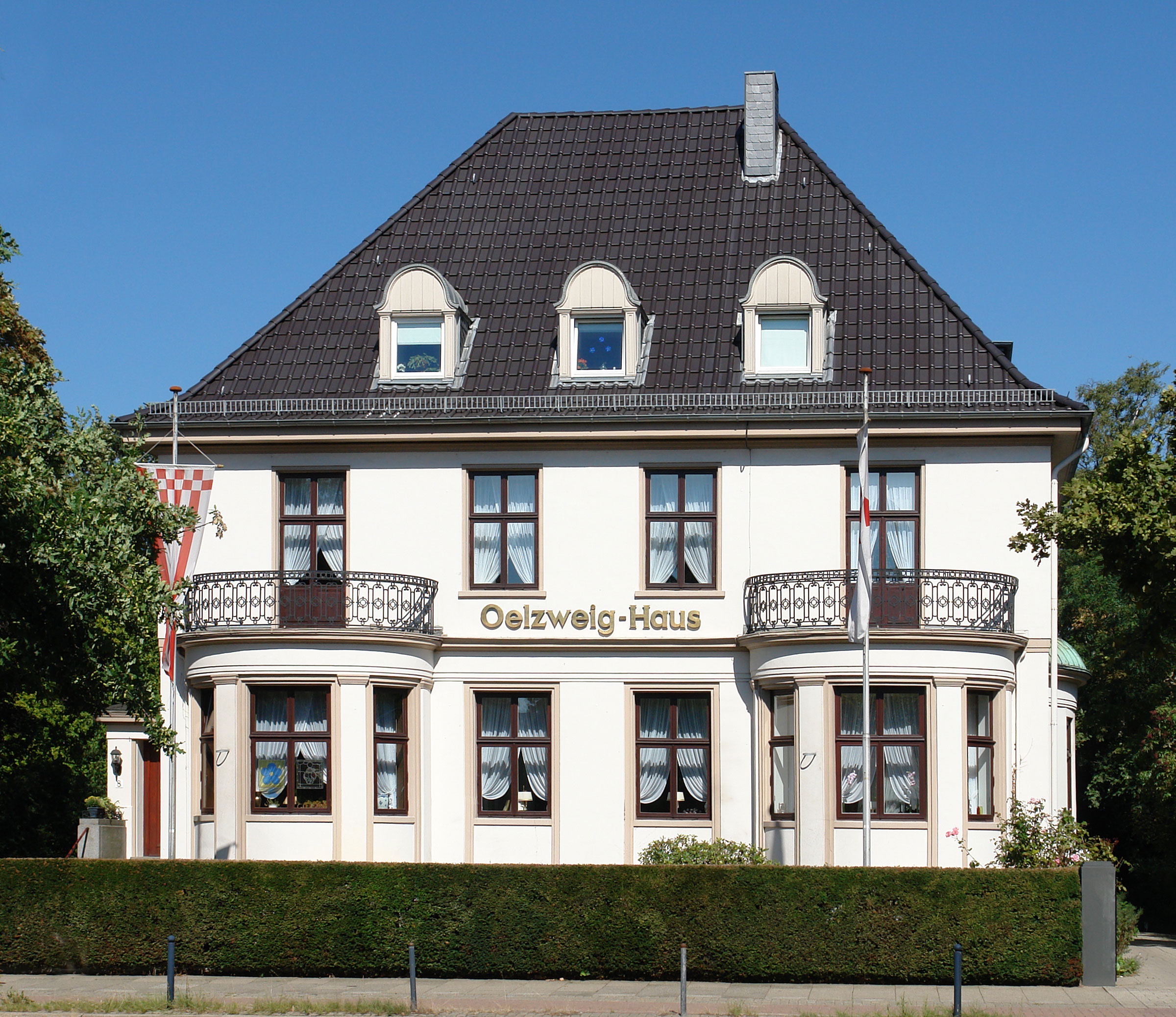
Oelzweig-Haus

Das Oelzweig-Haus befindet sich in Bremen, Stadtteil Schwachhausen, Ortsteil Gete, Kurfürstenallee 8. Die Villa entstand 1911 nach Plänen von Hans Lassen und Heinrich Lassen sowie Friedrich Gildemeister als Gartenarchitekt. Das Gebäude steht seit 2013 unter Bremer Denkmalschutz.

## Geschichte
Das zweigeschossige, großbürgerliche Wohnhaus mit seinen zwei seitlichen Erkern und Balkonen sowie einem Walmdach wurde 1911 in der Epoche der Jahrhundertwende für den reichen Fassfabrikanten Gustav Louis Mundhenke (1869–1930) gebaut.
1956 erwarb die Johannisloge Zum Oelzweig von 1788 das Haus. Sie ist die älteste und bedeutendste Freimaurerloge Bremens. 1971 entstand für die Loge ein Anbau mit einem großen Festsaal. Ausstattung und Inventar sind bemerkenswert. Hier werden bedeutende Dokumente der Geschichte der Freimaurer in Bremen aufbewahrt.